# Cosmos 1
Cosmos 1 (chamado em russo: Солнечный парус» (Vento solar) é um projeto conjunto russo-estadunidense, dirigido pela Sociedade Planetária com o objetivo de provar o conceito de propulsão espacial por meio de velas solares. 
O projeto seria o primeiro a conseguir demostrar a possibilidade dessa tecnologia e a primeira missão levada a cabo por um grupo não governamental. O projeto pode custar 4 milhões de dólares.